# Le Sinistre Monsieur Hyde
Pour plus de détails, voir Fiche technique et Distribution.
Le Sinistre Monsieur Hyde, également connu sous le titre J'accuse cette femme (titre original : Mr. District Attorney), est une comédie américaine de 1941 réalisée par William Morgan et écrite par Karl Brown et Malcolm Stuart Boylan. Le film est basé par la série radiophonique Mr. District Attorney. Il met en vedette Dennis O'Keefe, Florence Rice, Peter Lorre, Stanley Ridges, Minor Watson et Charles Arnt.
Le film, produit et distribué par Republic Pictures, est sorti le 27 mars 1941,,, Il a donné lieu à une suite : Mr. District Attorney in the Carter Case, la même année.

## Synopsis
Un jeune avocat, Prince Cadwallader Jones, est nommé procureur adjoint grâce à l'influence de son oncle. Après qu'il a mis son supérieur dans l'embarras au tribunal, il est puni en se voyant confier un cold case apparemment insoluble, concernant un détournement de fonds dont l'auteur est porté disparu depuis quatre ans. Avec l'aide d'une jeune journaliste débrouillarde, il s'attache pourtant à percer le mystère.

## Fiche technique
- Titre français : Le Sinistre Monsieur Hyde ou J'accuse cette femme[4]
- Titre original : Mr. District Attorney
- Pays de production :  États-Unis
- Date de sortie :
  - États-Unis : 27 mars 1941
  - France : 16 février 1945

## Distribution
- Dennis O'Keefe : Prince Cadwallader Jones
- Florence Rice : Terry Parker
- Peter Lorre : Paul Hyde
- Stanley Ridges : le procureur Tom F. Winton
- Minor Watson : Arthur Barret
- Charles Arnt : Herman Winkle
- Joan Blair : Betty Paradise
- Charles Halton : Hazelton
- Alan Edwards : Grew
- George Watts : le juge White
- Sarah Edwards : Miss Petherby
- Helen Brown : Mrs. Paul Hyde